# Gorge de Loup
Gorge de Loup – stacja metra w Lyonie, na linii D. Stacja została otwarta 9 września 1991.